# Ștefan Sameș
Ștefan Sameș (n. 14 octombrie 1951, Dobroești, Ilfov – d. 17 iulie 2011, București, România) a fost un fotbalist român, care a jucat pentru echipa națională de fotbal a României și a fost căpitanul FC Steaua București.

## Titluri
| Sezon     | Club             | Titlu         |
| --------- | ---------------- | ------------- |
| 1975–1976 | Steaua București | Divizia A     |
| 1975–1976 | Steaua București | Cupa României |
| 1977–1978 | Steaua București | Divizia A     |
| 1978–1979 | Steaua București | Cupa României |